# Юміс

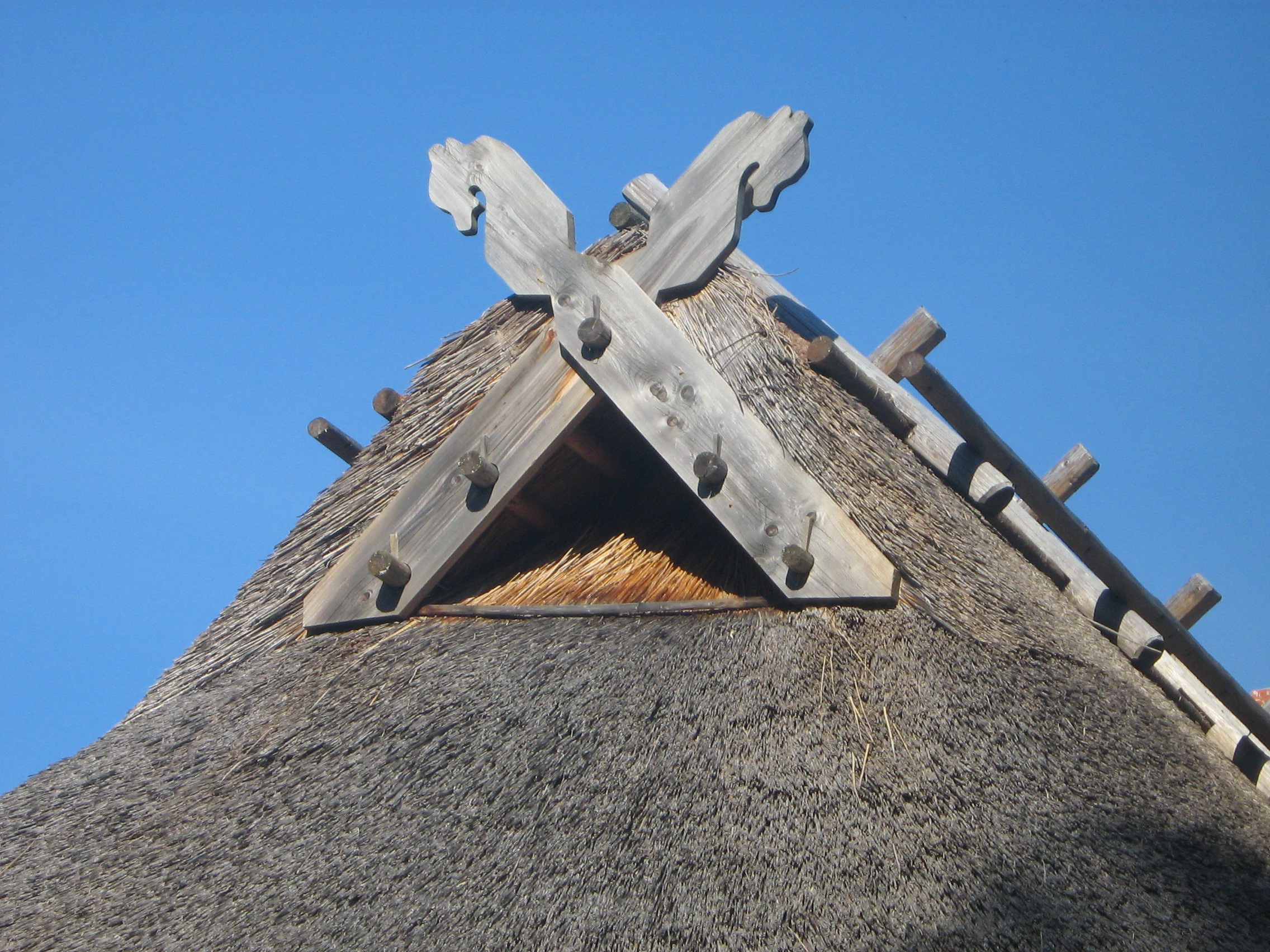
Знак Юміса в архітектурі. Будівля в скансені у Латвії

Юміс (латис. Jumis «зрощений плід», «колос-двійчтка») — в латиській міфології дух або бог зерна, божество врожаю. Зображення Юміс стало символом родючості.

## Історія
Цю міфологічну істоту вшановували під час осіннього свята врожаю — приносили Юмісу пожертвування.